# Schismocarpus matudai
Schismocarpus matudai är en brännreveväxtart som beskrevs av Julian Alfred Steyermark. Schismocarpus matudai ingår i släktet Schismocarpus och familjen brännreveväxter. Inga underarter finns listade i Catalogue of Life.